# Anna Kinberg Batra
Anna Kinberg Batra (14 april 1970) is een Zweeds politica. Zij groeide op in Rotterdam, en verhuisde met haar familie naar Zweden toen zij tien jaar oud was. Hierdoor spreekt zij naast Zweeds ook Nederlands.
Op 1 mei 2000 werd Kinberg lid van het Zweeds parlement, wat zij tot 24 september 2018 bleef.
Van 2015 tot 2017 was zij de partijleider van de Zweedse Moderata samlingspartiet.
Kinberg is in 2002 getrouwd met de Zweedse acteur David Batra.
- Gemeinsame Normdatei: 1193535956
- International Standard Name Identifier: 0000 0000 5180 2282
- Library of Congress Control Number: no2019068973
- LIBRIS: 256967
- Virtual International Authority File: 59061461
- WorldCat: E39PBJqVRRXpBPJhhtyh9WxqwC